# السادي (كتاب)
السادي (بالألمانية: "Der Sadist") هو كتاب نشره الطبيب النفسي كارل بيرج عقب اعترافات بيتر كارتين، وهو قاتل ألماني سيئ السمعة معروف باسم مصاص دماء دوسلدورف ووحش دوسلدورف، والذي ارتكب سلسلة من الاعتداءات وجرائم القتل بين عام 1929 وعام 1930.
كان الكتاب في الأصل مكتوبًا باللغة الألمانية. صدرت الطبعة الإنجليزية الأولى في عام 1938، من قبل منشورات الجوزة. صدرت الطبعة الثانية من قبل ويليام هاينمان للكتب الطبية في عام 1945.